# Homå Sogn
Homå Sogn er et sogn i Norddjurs Provsti (Århus Stift).
I 1800-tallet var Homå Sogn anneks til Vejlby Sogn. Vejlby-Homå blev en sognekommune, som senere blev slået sammen med Ålsø-Hoed. Alle 4 sogne hørte til Djurs Sønder Herred i Randers Amt. De udgjorde sognekommunen Ålsø-Vejlby, der ved kommunalreformen i 1970 blev indlemmet i Grenaa Kommune, som ved strukturreformen i 2007 indgik i Norddjurs Kommune.
I Homå Sogn ligger Homå Kirke.
I sognet findes følgende autoriserede stednavne:
- Homå (bebyggelse, ejerlav)
- Lund (bebyggelse, ejerlav)
- Ruhøj (areal)
- Sønder Homå (bebyggelse)